# Хілоторакс
Хілоторакс (лат. chylothorax; від давньогрецького χυλός — сік і θώραξ — груди) — прогресуюче накопичення у плевральній порожнині хілусу (лімфи з високим складом жирів), що витікає з грудної протоки. Виникнення хілотораксу обумовлене пошкодженням грудної протоки і пристінкової плеври і є ускладненням різних патологічних процесів та медичних маніпуляцій. Швидкий розвиток серйозних розладів, що викликані патологічним витіканням хілусу, диктує необхідність проведення спеціальних діагностичних і лікувальних заходів, нерідко невідкладних.

## Історія
Хілоторакс був уперше описаний у виданій у 1633 році роботі Фабриціуса Бартолетта. У 1875 році Генріх Іреніус Квінке першим описав травматичний хілоторакс. До 1895 року, за результатами дослідження А. Барґебура, у світовій науковій медичній літературі за 260 минулих років нарахувалось усього 25 опублікованих спостережень хілотораксу, а станом на 1968 рік, за даними Г. Р. Шона, — 1000 спостережень, третина з яких була обумовлена травматичним пошкодженням грудної протоки. У 1984 році М. І. Перельман разом зі співавторами опублікував детальні відомості про 65 особистих спостережень хілотораксу, а у 2004 році Л. Н. Бисенков — про 22 хворих з хілотораксом, що перебували на лікуванні у його клініці. Уперше перев'язку грудної лімфатичної протоки у її шийному відділі виконав Г. Кушинг.

## Етіологія
Причинами виникнення хілотораксу можуть виступати:
1. Вроджені причини (вроджений хілоторакс є провідною причиною плеврального випоту у новонароджених)[2].
  - атрезія грудної протоки;
  - пологова травма;
  - плевропротокова нориця.
2. Травматичні причини:
  - закрита травма грудей (у 13 % випадків): пошкодження грудної протоки, як правило, у ділянці головок ребер і грудних хребців (наприклад, при форсованому перерозгинанні хребта, що супроводжується вивихом головки ребра); розриву грудної протоки сприяє фіксація його спайками до тіл хребців, у наслідку перенесених запальних процесів;
  - проникаючі рани грудей[2].
3. Хірургічні причини (у 45—72 % випадків):
  - хірургічні операції на шиї;
  - видалення шийних лімфатичних вузлів;
  - радикальні хірургічні втручання з приводу новоутворень;
  - торакальні оперативні втручання;
  - перев'язка боталової протоки;
  - хірургічні операції з приводу коарктації аорти;
  - хірургічні операції з приводу аневризм низхідної аорти (у 0,5—2,7 % випадків)[1];
  - оперативні втручання на стравоході[3];
  - хірургічні втручання з приводу новоутворень середостіння;
  - хірургічні втручання на легені;
  - абдомінальні оперативні втручання;
  - поперекова симпатектомія;
  - радикальна лімфодиссекція;
  - діагностичні процедури;
  - люмбарна артеріографія;
  - катетеризація лівих відділів серця;
  - пункція підключичної вени.
4. Новоутворення з проростанням у грудну протоку або стисненням її (у 30—50 % випадків)[2]:
  - лімфома Ходжкіна (лімфогранулематоз)[2];
  - хронічний лімфолейкоз[3];
  - рак легені[3].
5. Непухлинні захворювання, що призводять до стиснення або закупорки грудної протоки:
  - стиснення грудної протоки кістами середостіння;
  - стиснення грудної протоки аневризмою грудного відділу аорти;
  - перекриття грудної протоки гельмінтами, що проникли у її просвіт;
  - тромбоз лівої підключичної вени, що поширився на кінцевий відділ грудної протоки.
6. Туберкульоз;
  - туберкульозне пошкодження сусідніх з грудною протокою анатомічних структур (бронхоаденіт, туберкульозний абсцес, спондиліт грудного відділу хребта);
  - туберкульозне пошкодження самої грудної протоки (тробангіт, казеозно-виразковий туберкульоз стінки протоки).
7. Змішані причини[1].

## Патогенез
Спочатку хілус через дефект у грудній протоці витікає у клітковину середостіння, де накопичується, формуючи так звану медіастинальну хілому. По мірі збільшення розмірів хіломи наростаючий тиск призводить до розриву плеври, що забезпечує випорожнення хілусу у плевральну порожнину через патологічно утворений отвір,
з'являється і починає наростати хілоторакс. Нерідко часовий проміжок з моменту пошкодження грудної протоки до появи хілотораксу може складати 3—5 днів, а у деяких випадках — досягати декількох років.
Постійне надходження хілусу у плевральну порожнину викликає компресію легені, зміщення органів середостіння, стиснення і перезгин порожнистих вен. Це призводить до наростання венозного тиску, що, у свою чергу, викликає підвищення утворення лімфи і хілусу, формуючи своєрідне замкнуте коло, пусковим механізмом якого є підвищений венозний тиск.
У нормі по грудній протоці за добу у венозну систему поступає 1,5—3 літри хілусу, що має у своєму складі до 70 % жиру, що надходить з їжею, а також значну кількість білків, електролітів, мікроелементів і рідини. Втрата організмом значних об'ємів хілусу не поновлюється природним шляхом. Тому розвиток хілотораксу призводить до швидко прогресуючого виснаження хворих.
Окрім втрат жирів, білків, електролітів і мікроелементів втрачаються також лімфоцити і еозинофіли, що призводить до серйозних розладів імунної системи.

## Патологічна анатомія
Ступінь вираженості патологічних морфологічних змін, які виникають при формування хілотораксу, перебуває у залежності від тривалості існування хілотораксу. Протягом перших діб витікання з грудної протоки хілусу не чинить суттєвого впливу на навколишні тканини. Після цього спостерігається заповнення міжфасціальних просторів і просочування клітковини лімфою. Існування хілотораксу у довші терміни супроводжується набряком середостінної плеври, яка втрачає еластичність і стає патологічно ламкою. Пристінкова плевра піддається подібним змінам, що особливо виражено у нижніх відділах плевральної порожнини над діафрагмою, де відбувається накопичення згустків хілусу і фібрину. Перебуваючи під тривалим стисненням хілусу, легеня стає ригідною, що призводить до втрати нею еластичності. Остання і поява масових накладень на вісцеральній плеврі призводять до помітного зниження здатності до самостійного розправлення легені після евакуації хілусу.

## Клінічна картина
Безсимптомний перебіг хілотораксу спостерігається рідко. Клінічні прояви хілотораксу обумовлені, у першу чергу, накопиченням рідини у плевральній порожнині, що призводить до стиснення легені і зміщення середостіння і викликає цим розвиток дихальної недостатності і порушень гемодинаміки, а також, окрім цього, втратою великої кількості лімфи і її компонентів. У більшості випадків до накопичення значної кількості хілозного випоту у плевральній порожнині скарги пацієнтів можуть бути відсутніми. Середня тривалість такого латентного періоду між початком витікання хілусу і появою симптомів може становити 7-10 днів.
Пацієнти скаржаться на задишку, загальну слабкість, втрату ваги. При огляді визначаються блідість шкірних покривів, тахікардія, ознаки гіповолемії і серцево-легеневої недостатності. З особливостями розташування грудної протоки пов'язано те, що при порушенні цілісності її верхнього відрізку (вище рівня V грудного хребця) розвивається лівосторонній хілоторакс, а при порушення цілісності нижнього — правосторонній хілоторакс. Клінічні прояви при правосторонньому хілотораксі є більш вираженими, ніж при лівосторонньому, що пояснюється більшою піддатливістю лівого куполу діафрагми і меншим зміщенням середостіння у випадку накопичення хілусу у лівій плевральній порожнині. Вираженість симптомів залежить від об'єму виділеної лімфи.
У наслідок прогресуючої втрати організмом великої кількості жирів, білків, електролітів, мікроелементів і рідини розвиваються загальні розлади, що призводять до виснаження хворих. Пацієнти скаржаться на загальну слабкість, зниження маси тіла, постійний голод.
При огляді таких пацієнтів відмічається зниження маси тіла, блідота і сухість шкірних покривів, у деяких випадках — акроціаноз, ознаки зневодення організму. Пацієнти стараються лежати на хворому боці з дещо піднятим положенням грудей, щоб частково зменшити тиск хілусу на підтиснену легеню і зміщене у здоровий бік середостіння, тим самим полегшуючи дихання. Половина грудної клітки з боку хілотораксу дещо відстає в акті дихання, на цьому ж боці відмічається розширення і певне набухання міжреберних просторів, а також збільшення об'єму нижнього відділу грудей.
При фізикальному обстеженні аускультативно визначається послаблення дихання з боку ураження, аж до повного його відсутності при значному накопиченні хілусу. Перкуторно відмічається ступлення перкуторного звуку над накопиченою рідиною, яке може зміщуватись при зміні положення тіла пацієнта. При відсутності виражених зрощень у плевральній порожнині скорочення перкуторного звуку зазнає зміни з боку ураження від нижніх відділів грудної клітки до верхніх: у цьому напрямку висота перкуторного звуку росте, верхня межа тупості обмежує зону скупчення хілозної рідини і відповідає лінії Дамуазо, найвища точка якої зазвичай розташовується на задній пахвовій лінії, звідки межа перкуторної тупості косо знижується в обидва боки: до заду (до хребта), і до переду (до грудини). Голосове тремтіння над ділянкою хілотораксу значно ослаблене.
Виділяють декілька варіантів клінічного перебігу хілотораксу: хронічний, підгострий і гострий. Хронічний перебіг характеризується надходженням і частковою резорбцією хілусу і спостерігається при різноманітних існуючих тривалий час захворюваннях і пухлинах органів грудної клітки, які призводять до деструкції грудної протоки. Підгострий і гострий розвиток хілотораксу, як правило, зв'язаний з пораненням або закритою травмою грудної клітки, які призвели до пошкодження грудної протоки.

## Інструментальне обстеження
- рентгенографія органів грудної клітки: зниження прозорості легеневого поля з боку хілотораксу, обумовлене накопиченням рідини у відповідній плевральній порожнині;
- комп'ютерна томографія органів грудної клітки: дозволяє виключити пухлинну етіологію хілотораксу[4];
- УЗД плевральних порожнин: наявність вільної рідини у відповідній плевральній порожнині;
- діагностична плевральна пункція:
  - отримання характерної хілозної рідини, яка при відстоюванні розділяється на верхній густий шар біло-рожевого кольору і нижній рідкий шар[4];
  - при використанні проб на забарвлення (наприклад, при прийомі пацієнтом барвника ДЕС-17 чи ДЕС-18 у співвідношенні 1 г на 250 г сливового масла) через 2 години при пункції плевральної порожнини отримують рідину, забарвлену у відповідній колір;
- лімфографія (лімфангіографія): у 80 % випадків дозволяє встановити рівень пошкодження протоки, окрім того дозволяє уточнити анатомію грудної протоки перед запланованим оперативним втручанням[4]. Контрастну рідину вводять у одну з периферичних лімфатичних судин (як правило, на тилі стопи у першому міжпальцевому проміжку). Оптимальний контраст грудної протоки наступає через 30—60 хвилин після введення. Рентгенографія законтрастованої протоки виконується у лівій задньокосій проєкції.

## Лабораторне обстеження
- Загальний аналіз рідини з плевральної порожнини: хілозний випіт складається на 4—9 % з білків, 6 % жирів, мікроскопічно можна визначити лімфоцити і жирові краплі;
- Клінічний аналіз крові: лімфопенія у зв'язку з втратою лімфоцитів з лімфою[4];
- Біохімічний аналіз крові: прогресуюча гіполіпопротеїнемія (знижений вміст у плазмі крові ліпідів та білків).

## Лікування

### Консервативна терапія
Консервативне лікування хілотораксу зводиться до плевральних пункцій або дренування плевральної порожнини з ціллю видалення лімфи, розправлення легені і стабілізації середостіння; припинення прийому їжі перорально і призначення парентерального харчування; компенсації наслідків втрати лімфи; зменшення венозного тиску з ціллю створення оптимальних умов для відтоку лімфи з грудної протоки; внутрішньоплеврального введення склерозуючих речовин з ціллю облітерації плевральної порожнини і розвитку рубцевого процесу у середостінні. Тривалість консервативної терапії не повинна перевищувати 2—3 тижні, оскільки на фоні втрати значного об'єму лімфи розвивається виснаження хворого, що зумовлено втратою разом з лімфою великої кількості жирів, білків, електролітів і води. Крім того, часто виконувані плевральні пункції і дренування плевральної порожнини можуть сприяти інфікуванню плевральної порожнини.
Пацієнтам, причиною розвитку хілотораксу у яких є злоякісні пухлини, що не підлягають хірургічному видаленню, назначають променеву терапію.
У педіатричній практиці досить ширико використовується соматостатин чи його аналог октреотид, який назначається дітям з ятрогенними післяопераційними хілотораксами.

### Хірургічне лікування
Хірургічне лікування показане у тому випадку, коли протягом 7 діб, не зважаючи на консервативну терапію, є відсутнім ефект від останньої і зберігаються темпи виділення лімфи. Радикальне хірургічне втручання при порушенні цілісності грудної протоки і розвитку хілотораксу полягає у виконанні перев'язки грудної протоки вище (проксимальний кінець) і нижче (дистальний кінець) місця витоку лімфи. Перев'язка грудної лімфатичної протоки можлива на усіх рівнях без наступних функціональних розладів у зв'язку з розвитком колатеральних шляхів руху лімфи. З метою полегшення виявлення локалізації дефекту грудної протоки пацієнту за 2—3 години до операції дають випити оливкову олію або вершки. У тих випадках, коли через набряк тканин у ділянці пошкодження грудної протоки виявлення дефекту є затрудненим, проводиться лігування над діафрагмою.
До інших хірургічних методик лікування хілотораксу можна віднести плевроперитонеальне шунтування, плевроектомію, плевродез з використанням біоклею або тальку.

## Прогноз
У минулому протягом довгого часу, летальність від хілотораксу складала 50—100 %, що було обумовлено вираженими гіполіпідемією і гіпопротеїнемією, що виникали через масивні втрати жирів і білків організму з хілозною рідиною.
На тепер, прогноз при хілотораксі після оперативного лікування у більшості випадків є хорошим. Іноді є можливими рецедиви, які обумовлені варіабельністю анатомічної будови грудної протоки і її колатералей, а також відсутністю клапанів, що стоятимуть на заваді ретроградному току лімфи, у середньому відділі грудної протоки.